# Russie unie

Drapeau de la Russie (1991-1993), utilisé par Russie unie.

Russie unie (en russe : Единая Россия, Iedinaïa Rossia, abrégé EP, IR ou ER) est un parti politique attrape-tout de la fédération de Russie fondé en 2001. Russie unie est présidé de novembre 2002 au 7 mai 2008 par Boris Gryzlov, ancien président de la Douma d’État, puis par le président du gouvernement russe, Vladimir Poutine, jusqu'en mai 2012, date à laquelle l'ancien président Dmitri Medvedev lui succède, après avoir été élu lors du XIIIe congrès du parti.
Il est aujourd'hui le plus grand parti politique de la Fédération de Russie et le parti au pouvoir. 

## Historique

### Fondation
Le parti est fondé en avril 2001 comme le rassemblement du parti Patrie (Отечество) du maire de Moscou Iouri Loujkov et du président du gouvernement Ievgueni Primakov, du parti Toute Russie (Вся Россия) de Mintimer Chaïmiev et du parti Unité (Единство) dirigé par Sergueï Choïgou.

### Renforcement

#### Élections
Lors des élections législatives de 2003, Russie unie a rassemblé 37 % des suffrages exprimés. Il détient 315 sièges sur les 450 de la chambre basse (la Douma d’État), il contrôle aussi 88 des 178 sièges du Conseil de la fédération. Le parti Russie unie détient à lui seul la majorité constitutionnelle à la Douma. Cela lui permettrait de modifier la Constitution sans tenir compte de l’avis des autres partis représentés.
Lors des élections législatives du 2 décembre 2007, le parti a rassemblé 64,1 % des suffrages exprimés, soit 315 des 450 sièges de la Douma. Le Parti communiste de la fédération de Russie, deuxième des élections, obtient 11,6 % des voix, devenant ainsi le premier parti d’opposition du pays.

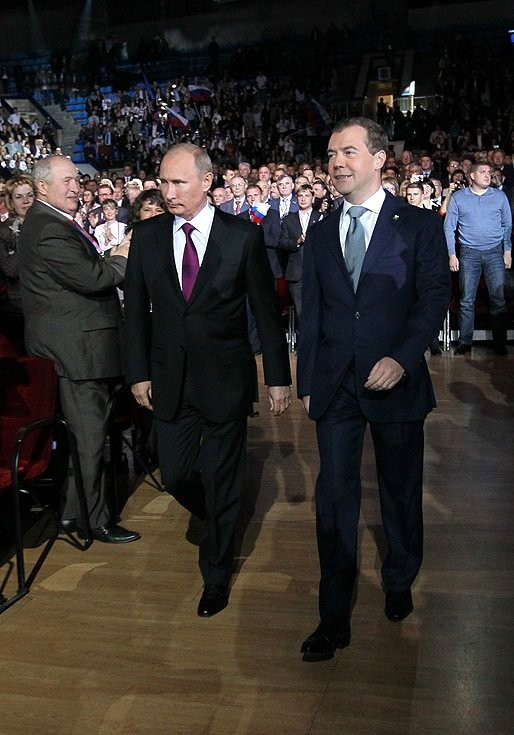
Dmitri Medvedev et Vladimir Poutine au congrès du parti, le 24 septembre 2011.

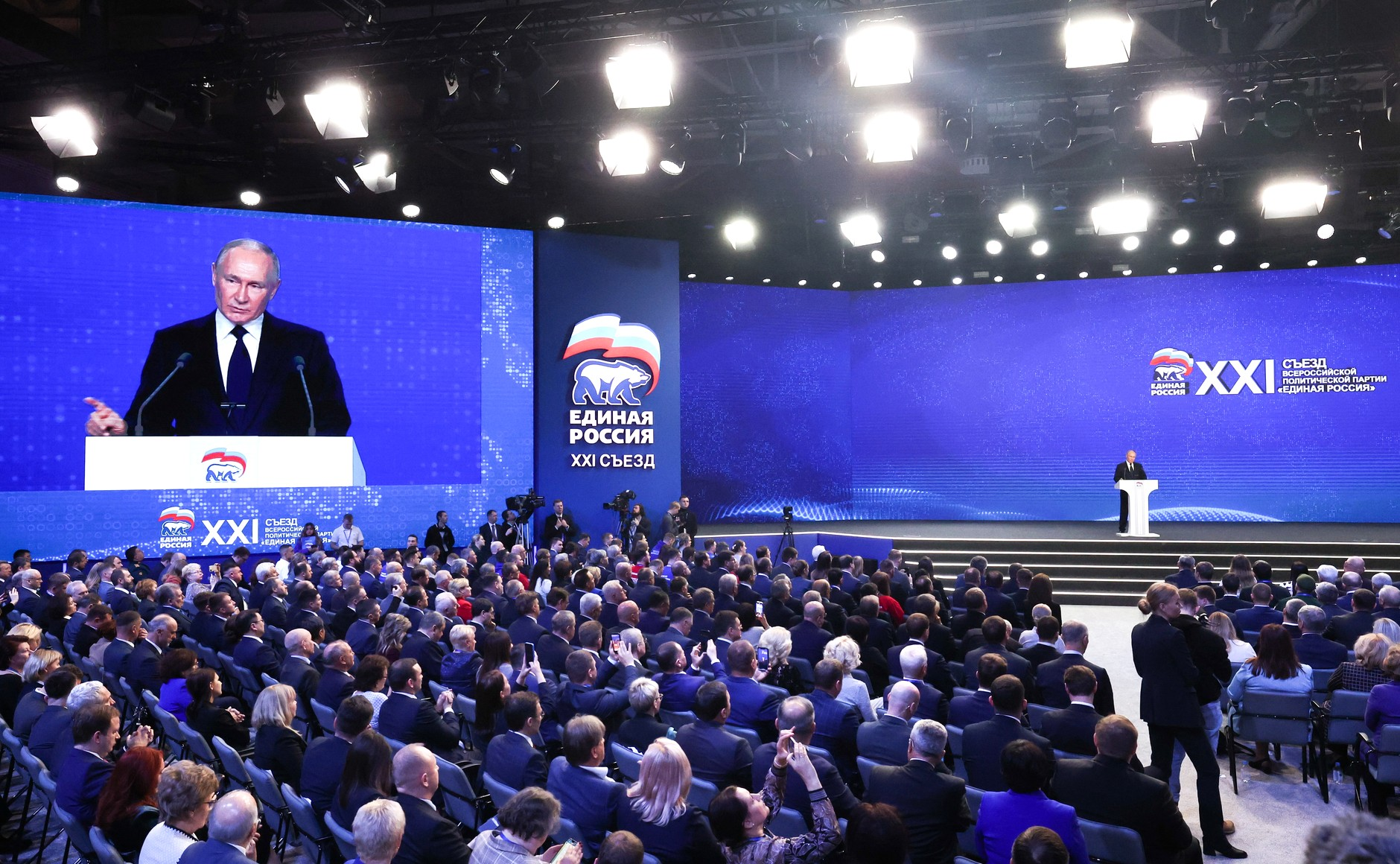
Vladimir Poutine au XXIe Congrès de Russie unie le 17 décembre 2023.

Russie unie soutient la politique du président Vladimir Poutine et a soutenu sa candidature lors de l’élection présidentielle de 2004.
Lors des élections législatives de 2016, le parti Russie unie réunit 54,2 % des voix, obtenant 343 sièges au parlement.

#### Membres et soutiens
Le parti affirmait compter 1 420 000 membres en 2007. Un an après en avril 2008, il présente sur son site Internet le nombre de deux millions de membres enregistrés.
Le parti comptait 2 030 164 adhérents au 1er mai 2010, dont 26 % d'étudiants, chercheurs d'emploi et retraités ; 21,2 % d'enseignants ou employés dans l'enseignement ; 20,9 % d'actifs dans le secteur industriel ; 13,2 % de fonctionnaires ; 8 % dans le secteur de la santé ; 4 % d'entrepreneurs et environ le même nombre travaillant dans le domaine des arts.

#### Présidence
Le 15 avril 2008, le président sortant, lors du congrès du parti Russie unie, a accepté de se mettre à la tête du parti sans toutefois y adhérer. Il a investi le poste le 7 mai 2008, la veille de la fin de son mandat présidentiel.
Le président du parti Russie unie est depuis le 26 mai 2012 (XIIIe congrès) Dmitri Medvedev, tandis que le président de son conseil suprême est, depuis avril 2008, Boris Gryzlov.

## Résultats électoraux

### Élections présidentielles
| Année | Candidat         | 1er tour   | 1er tour | 2d tour | 2d tour | Rang | Résultat |
| Année | Candidat         | Voix       | %        | Voix    | %       | Rang | Résultat |
| ----- | ---------------- | ---------- | -------- | ------- | ------- | ---- | -------- |
| 2004  | Vladimir Poutine | 49 565 238 | 71,3     |         |         | 1er  | Élu      |
| 2008  | Dmitri Medvedev  | 52 530 712 | 71,2     |         |         | 1er  | Élu      |
| 2012  | Vladimir Poutine | 46 602 075 | 63,6     |         |         | 1er  | Élu      |
| 2018  | Vladimir Poutine | 56 206 514 | 76,7     |         |         | 1er  | Élu      |
| 2024  | Vladimir Poutine | 76 277 708 | 88,5     |         |         | 1er  | Élu      |

En 2004, 2018 et 2024, le parti soutient Vladimir Poutine, qui se présente en tant que candidat indépendant.

### Élections législatives
| Année | Voix       | %    | Rang | Sièges    | Résultat |
| ----- | ---------- | ---- | ---- | --------- | -------- |
| 2003  | 22 779 279 | 37,6 | 1er  | 225 / 450 | Majorité |
| 2007  | 44 714 241 | 64,3 | 1er  | 315 / 450 | Majorité |
| 2011  | 32 448 000 | 49,3 | 1er  | 238 / 450 | Majorité |
| 2016  | 28 527 828 | 54,2 | 1er  | 343 / 450 | Majorité |
| 2021  | 28 064 258 | 49,8 | 1er  | 324 / 450 | Majorité |

## Accusations de corruption
Russie unie est attaquée par son opposition comme étant un « parti d'escrocs et de voleurs » (партия жуликов и воров, terme inventé par l'activiste Alexeï Navalny,) en raison de la persistance de la corruption en Russie. En octobre 2011, Novaïa Gazeta a publié un article décrivant comment le public écrivait le slogan sur les billets de banque en signe de protestation. En décembre 2011, Poutine rejette l'accusation de corruption, affirmant qu'il s'agissait d'un problème général qui ne concernait pas un seul parti : « Ils disent que le parti au pouvoir est associé au vol, à la corruption, mais qu'il s'agit d'un cliché certaine force politique, c'est un cliché lié au pouvoir [...] Ce qui est important, cependant, comment le gouvernement au pouvoir lutte contre ces choses négatives »[incompréhensible]. Un sondage réalisé en novembre 2011 a révèle que plus d’un tiers des Russes étaient d’accord avec la qualification de Russie unie comme "le parti des escrocs et des voleurs". Après les élections législatives de 2011, plusieurs dirigeants de la Russie unie ont demandé des enquêtes sur la fraude et la réforme du parti.
Le parti a également été critiqué pour l’absence d’un véritable programme. Le politologue russe Gleb Pavlovsky déclare en 2011 : "Nous voyons le chaos, où personne n’est sûr de rien : le parti au pouvoir six mois avant les élections ne sait pas quel est son programme et quels intérêts il devrait représenter". Le site d’information russe Gazeta.ru publie un article en octobre 2011 affirmant que les autorités n’avaient pas élaboré de programme pour les élections. Guennadi Ziouganov, leader du PCRF, déclare par la suite dans une interview avec Novaya Gazeta en novembre 2011 : « Au congrès de la Russie unie, il n’y a eu ni analyse sérieuse, ni programme pour le proche avenir, ni décisions intéressantes, ni évaluation honnête de ce qui se passe dans le monde et dans notre pays. Et absolument aucune proposition réelle pour les six prochaines années de gouvernement. ».
Le soutien de la Russie unie au relèvement de l’âge de la retraite en 2018 a fait chuter la cote de popularité du parti et du président à son plus bas niveau depuis 2011. Des manifestations de masse contre la mesure ont également été organisées La réforme des retraites a également eu un impact négatif sur la performance du parti aux élections régionales plus tard dans l’année.